# Зустріч (новела)
«Зу́стріч» (фр. Rencontre) — новела французького письменника Гі де Мопассана, видана у 1884 році. Твір розповідає про запізніле кохання чоловіка до розлученої з ним дружини.

## Історія
Ця новела вперше була надрукована в газеті «Gil Blas» 11 березня 1884 року. Автор присвятив її літературознавцю і журналісту Едуардові Роду. Пізніше твір увійшов до збірки «Сестри Рондолі». Український переклад новели виконав Максим Рильський. Новела побачила світ у видавництві «Дніпро» двічі: у восьмитомному зібранні творів Гі де Мопассана (1969—1972) і двотомному виданні вибраних творів письменника (1990).

## Сюжет
Барон д'Етрай спіймав свою дружину на перелюбі та запропонував їй розлучитися без скандалу. Щоби втамувати душевний біль, він подався у мандри і провів у різних містах багато років. Постарілий барон випадково зустрічає в купе колишню дружину, він вражений її бездоганним виглядом та молодістю. Д'Етрай знов закохався у давно забуту ним жінку і висловлює намір відновити з нею стосунки. Однак Берта не відповідає взаємністю, лише просить, щоби барон засвідчив перед двома її подругами, що переночував з нею в одному купе. Коли двері купе відкриваються, перед двома жінками Берта кидає фразу «Боюсь, що я вагітна». Барон більше ніколи її не бачив. Він міркує: чи була це брехня, спрямована на те, щоби принизити його, чи це була правда, і баронеса використала його для забезпечення умовного батьківства своєму байстрюкові.